# Kanovnická (Praha)
Kanovnická ulice na Hradčanech v Praze spojuje Hradčanské náměstí s ulicí Nový Svět. Nazvána je podle kanovníků, kteří pomáhali v katedrále svatého Víta a při správě pražské arcidiecéze. Bydleli v kanovnických domech na západním okraji Hradčanského náměstí.

## Historie a názvy

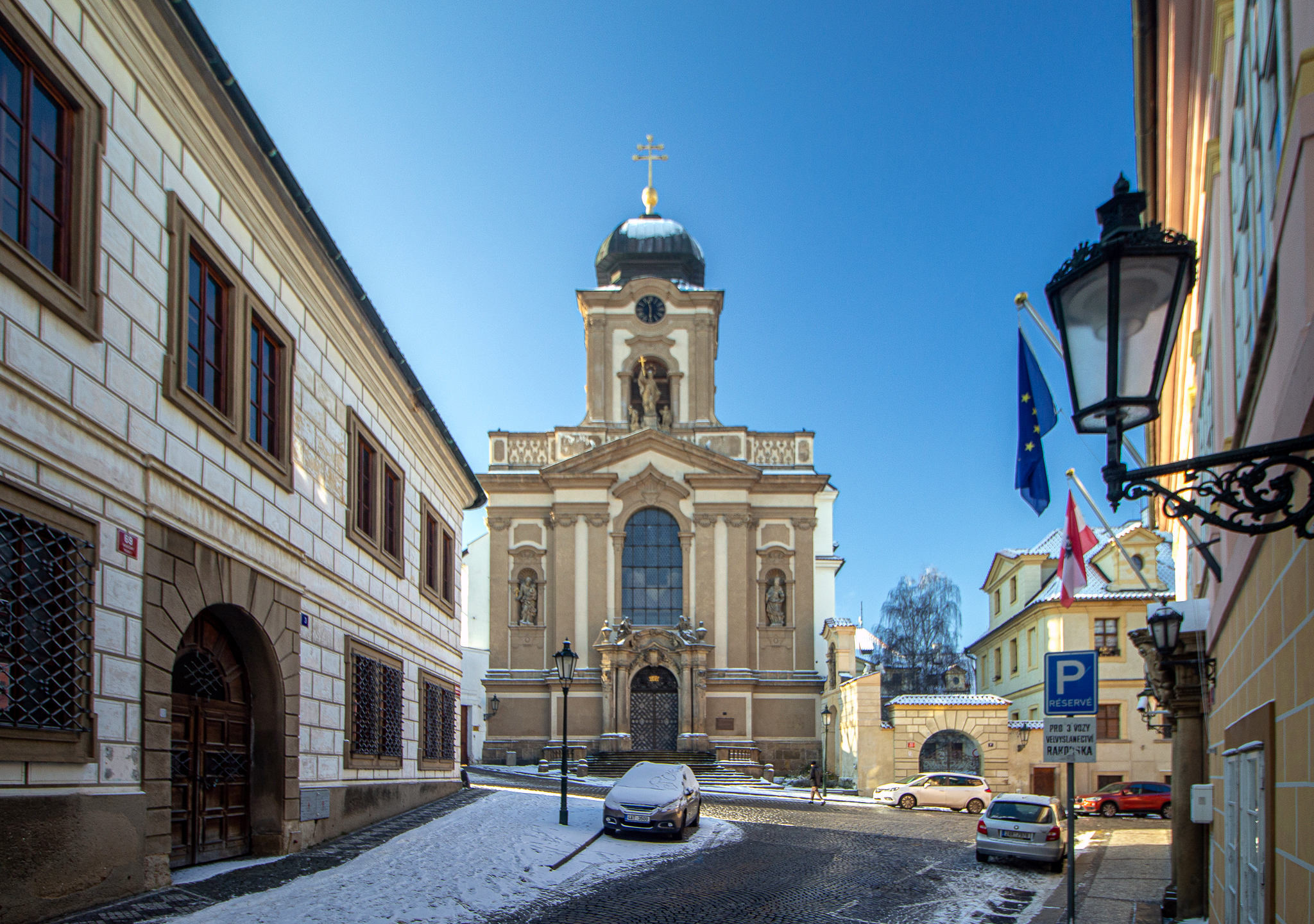
Západní konec Kanovnické ulice: vlevo Dům pážat pánů z Martinic, uprostřed klášterní (dnes vojenský) kostel sv. Jana Nepomuckého s branou ke klášteru voršilek. Zcela vpravo je patrný vstup do paláce Hložků ze Žampachu, který slouží jako rezidence rakouského velvyslance v Praze.

Ulice vznikla ve 14. století a vedla ke hradbám, kde u jejího konce byla Špitálská či Šárecká brána. Používané názvy:
- na přelomu 16. s 17. století – název „Novosvětská“ nebo „Novosvětská přední“
- od poloviny 18. století – název „Uršulinská“
- od roku 1870 – současný název „Kanovnická“.

V letech 1911 až 1938 tudy byla vedena jednokolejná tramvajová trať od Hradu na Pohořelec. Jednalo se tak o historicky nejužší ulici s tramvajovou dopravou v Praze; na jednom místě byla šířka jen 3,5 metru. 9. prosince 1913 večer se zde srazily tři tramvajové vozy; při vážné nehodě bylo 9 lidí těžce a asi 6 lehce zraněno. Trať byla zrušena roku 1938 během reorganizace, při níž byla zprovozněna vhodněji trasovaná dvoukolejná trať v Jelení ulici.

## Budovy, firmy a instituce
- Dům pážat pánů z Martinic - Kanovnická 3[6]
- Palác Hložků ze Žampachu - Kanovnická 4[7]
- klášter voršilek s kostelem sv. Jana Nepomuckého - Kanovnická 5[8]